# Higanbana
Higanbana (彼岸花, Flors d’equinocci) és un pel·lícula japonesa en color de 1958 dirigida per Yasujirō Ozu que es basa en una novel·la per Satomi Ton.

## Argument
Wataru Hirayama (Shin Saburi) és un ric home de negocis de Tòquio. Quan un antic company d'escola Mikami (Chishū Ryū) s'acosta a ell per demanar ajuda per la seva filla Fumiko (Yoshiko Kuga), que ha fugit a causa d'un conflicte amb el seu pare, ell accepta. En trobar-la en un bar on ara treballa, ell escolta la seva versió de la història. La Fumiko es queixa que el seu pare és tossut i insisteix a arreglar el seu matrimoni, mentre que ara s'ha enamorat d'un músic i està decidida a portar la vida a la seva manera.
Un dia durant la feina, un jove anomenat Masahiko Taniguchi (Keiji Sada) s'acosta a Hirayama per demanar-li la mà a la seva filla gran, Setsuko (Ineko Arima). Hirayama està extremadament descontent que la seva filla hagi fet plans de casament sola. Ell s'enfronta a ella a casa i li diu que no ha d'anar a treballar fins que no vegi la bogeria de la seva forma d’actuar. Hirayama intenta esbrinar més sobre Taniguchi amb el seu subordinat.
A causa de l'enfrontament, l'amiga de la seva filla Yukiko (Fujiko Yamamoto) demana l'opinió d'Hirayama sobre una situació similar: la seva mare l'obliga a casar-se amb algú que no li agrada. Quan Hirayama li aconsella que ignori la seva mare, la Yukiko revela que tot és un muntatge i afirma que Hirayama acaba de donar el seu consentiment al matrimoni de Setsuko.
Malgrat l'enginy, Hirayama es manté ferms i la dona d'Hirayama, Kiyoko (Kinuyo Tanaka) acusa el seu marit de ser "incoherent". Fins i tot la seva filla menor Hisako (Miyuki Kuwano) està al costat de la seva germana, trobant que el seu pare està massa antiquat. Finalment, després de la insistència de la parella a casar-se, Hirayama decideix cedir assistint al casament de la seva filla.
Després del casament, en Mikami revela que ell, com Hirayama, ha acceptat deixar que la seva filla triï la seva pròpia parella matrimonial. Després d'anar a fer un breu viatge de negocis fora de Tòquio, Hirayama decideix visitar els nouvinguts a Hiroshima amb tren, on Taniguchi està enviat per la seva empresa.

## Repartiment
- Ineko Arima - Setsuko Hirayama
- Fujiko Yamamoto - Yukiko Sasaki
- Yoshiko Kuga - Fumiko Mikami
- Shin Saburi - Wataru Hirayama
- Kinuyo Tanaka - Kiyoko Hirayama
- Miyuki Kuwano - Hisako Hirayama
- Chishū Ryū... Shukichi Mikami
- Keiji Sada - Masahiko Taniguchi
- Teiji Takahashi - Shotaru Kondo
- Fumio Watanabe - Ichiro Nagamura
- Nobuo Nakamura - Toshihiko Kawai
- Ryūji Kita - Heinosuke Horie

## Producció
És el primer film en color de Yasujirō Ozu, mentre que el primer film en color del Japó, Keisuke Kinoshita Karumen kokyō ni kaeru, s'havia estrenat el 1951. Ozu va triar pel·lícula Agfa d'Alemanya sobre Kodak o Fujifilm, ja que sentia que transmetia millor els colors vermells. El significat de "flor d'equinocci" o "higanbana" del títol és el Lycoris vermell.
Shochiku va demanar que Ozu rodés Higanbana en color principalment per mostrar Fujiko Yamamoto, la superestrella de Daiei que havia contractat per la pel·lícula. La pel·lícula està construïda per destacar l'actriu, que s'eleva amb escenes de diàlegs extensos com a protegida d'Hirayama que impulsa la resolució de la trama des del marge, i va guanyar el Premi Blue Ribbon de 1958 com a millor actriu per Higanbana i Shirasagi, que la van presentar en un paper protagonista molt més vistós. Yamamoto també rep el que pot ser l'únic crèdit en pantalla en solitari de qualsevol dels films d'Ozu, que van protagonitzar alguns dels noms més importants del cinema japonès.

## Estrena

### Recepció crítica
Higanbana va obtenir un 88% d'aprovació a Rotten Tomatoes, amb una puntuació mitjana de 7,4/10. Dave Kehr va elogiar la pel·lícula com a "suau, reposada i, en última instància, esquiva, en un manera tranquil·lament satisfactòria."
Higanbana va rebre quatre vots el 2012 Sight & Sound enquesta de crítics de les millors pel·lícules del món.

### Mitjans domèstics
El 2011, el BFI va llançar una edició de format dual de la Regió 2 (Blu-ray + DVD). Amb aquesta versió s'inclou una presentació de definició estàndard de  Chichi ariki .